# シモン・ベルクハーン
シモン・ベルクハーン（Simon Berghan、1990年12月7日 - ）は、ユナイテッド・ラグビー・チャンピオンシップ、グラスゴー・ウォリアーズに所属するラグビーユニオン選手。

## プロフィール
- ニュージーランド・クライストチャーチ出身。
- ポジションはプロップ(PR)。
- 身長 193cm、体重 120kg
- スコットランド代表キャップは31（2021年4月現在）でワールドカップ2019のスコットランド代表に選ばれた[1]。

## 略歴
2014年、エディンバラに加入。
2021年、グラスゴー・ウォリアーズに加入。